# كريس كولفر
كريس كولفر (بالإنجليزية: Chris Colfer)‏ مواليد 27 مايو 1990 في كاليفورنيا، الولايات المتحدة، هو ممثل وكاتب سيناريو ومُغني أمريكي من اصل ايرلندى بدأ مسيرته الفنية عام 2009. إشتُهر بمشاركته في مسلسل غلي سنة 2009. حصل سنة 2011 على جائزة غولدن غلوب كأفضل مُمثل مساعد.
حصل كولفر على جائزة بيبول تشويس اوردس لأفضل ممثل كوميدى سنة 2010.
وبعدها حصل على نفس الجائزة ثلاث سنوات على التوالى في 2013 و 2014 و 2015.
اختارته مجلة التايم الأمريكية ليكون ضمن أكثر 100 شخصية مؤثرة في العالم سنة 2011، حيث جاء بالمرتبة 62.

## السيرة الذاتية
بدأت موهبة كولفر الفنية منذ طفولته، وفي مرحلته الثانوية كتب وأخرج مسرحية شيرلي تود، وهي محاكاة ساخرة للدراما الغنائية سويني تود. وأثناء المدرسة الثانوية كان متميزاً بالخطابة، كما شارك بفريق الدراما، وتولى رئاسة نادي الكتاب، وشغل رئاسة تحرير مجلة المدرسة الأدبية.

## الأعمال
- غلي
- ارض الحكايات(كتاب)
- ضرب بصاعقه (كتاب)
- ضرب بصاعقه (فيلم)
- راسل فيش (فيلم قصير)
- AbFab (فيلم كوميدي)
- Hot in Cleveland (مسلسل)
- Noel Coward (فيلم) (قيد الإنشاء)

## وصلات خارجية
- كريس كولفر على موقع IMDb (الإنجليزية)
- كريس كولفر على موقع ميتاكريتيك (الإنجليزية)
- كريس كولفر على موقع روتن توميتوز (الإنجليزية)
- كريس كولفر على موقع قاعدة بيانات الأفلام العربية
- كريس كولفر على موقع ألو سيني (الفرنسية)
- كريس كولفر على موقع ميوزك برينز (الإنجليزية)
- كريس كولفر على موقع رولينغ ستون (الإنجليزية)
- كريس كولفر على موقع تيرنر كلاسيك موفيز (الإنجليزية)
- كريس كولفر على موقع أول موفي (الإنجليزية)
- كريس كولفر على موقع إن إن دي بي (الإنجليزية)